# Michael Cramer (politicus)

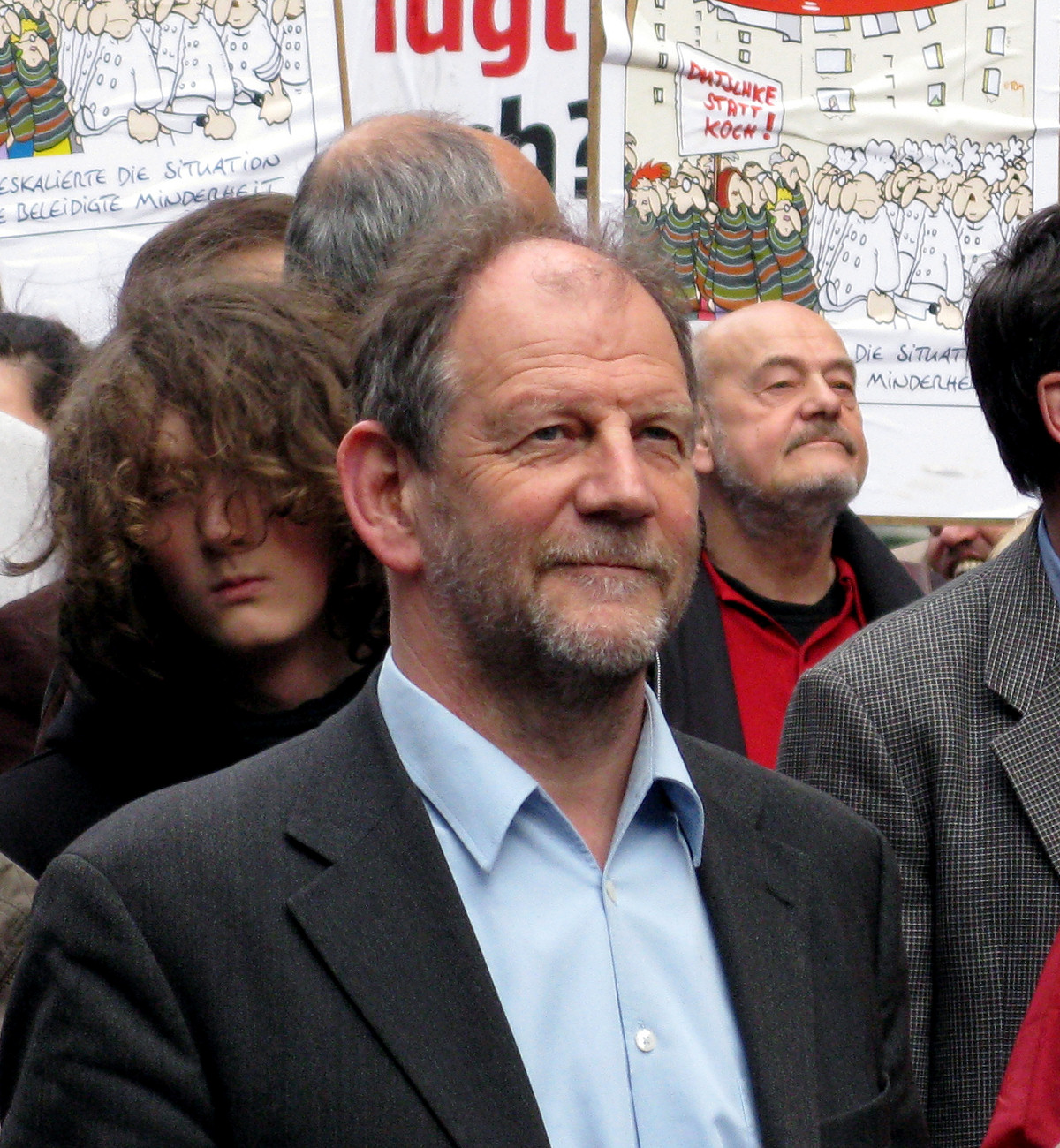
Michael Cramer in 2008

Michael Cramer (Gevelsberg, 16 juni 1949) is een Duits politicus.
Van 1989 tot 2004 was Cramer lid van het Abgeordnetenhaus von Berlin, voornamelijk gericht op het vervoersbeleid van Berlijn en diende als woordvoerder voor transportproblemen voor Bündnis 90/Die Grünen in Berlijn. In 2004 werd Cramer voor het eerst verkozen in het Europees Parlement en in 2009 werd hij herkozen. Cramer is een lid van het parlementair Comité van Europees vervoer en toerisme.
Cramer is ook de oprichter van de EV13 De IJzeren Gordijn Route, een project om een lange-afstand fietsroute langs de oude grens van het IJzeren Gordijn in Europa te voltooien.
- Gemeinsame Normdatei: 128602457
- International Standard Name Identifier: 0000 0000 7872 4800
- Library of Congress Control Number: no2014039925
- Nationale Bibliotheek van Tsjechië: xx0115784
- Virtual International Authority File: 120628600
- WorldCat: E39PBJcwC8T9BTfXFk3PGdbTpP